# Miguel Lillo
Miguel Ignacio Lillo (San Miguel de Tucumán; 26 de julio de 1862 - ibid., 4 de mayo de 1931) fue un naturalista y profesor argentino.

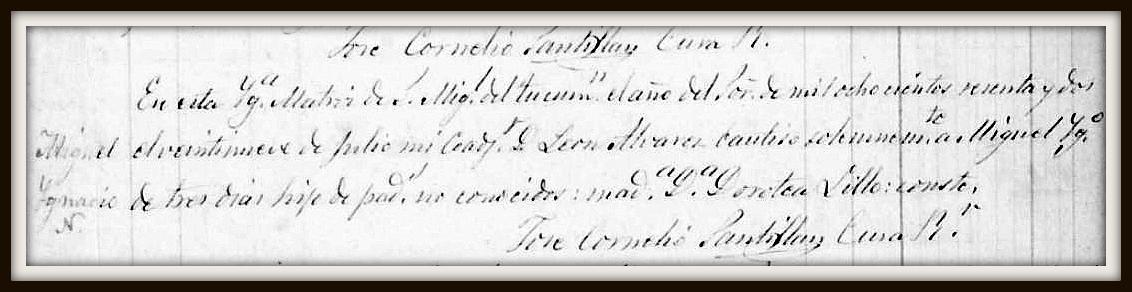
Miguel Lillo, nacimiento, acta de bautismo, Catedral San Miguel de Tucumán, Bautismos 1862.L18 F232

## Biografía
Nacido en la ciudad de San Miguel de Tucumán, Miguel Lillo estudió en el Colegio Nacional de Tucumán, pero no prosiguió los estudios universitarios. Fue un típico autodidacta que se dedicó apasionadamente a diversos estudios científicos, en especial los atinentes a la naturaleza.
En 1888 publicó un interesante ensayo sobre la flora tucumana. Poco tiempo después era ayudante y discípulo de Federico Schickendantz químico y director de la oficina Química Municipal de Tucumán; Lillo le substituyó en tal cargo el año 1892; en 1905 publicó "Fauna Tucumana, Aves" haciendo conocer sus descubrimientos de nuevas especies; en esa época ya poseía la mayor colección de aves de su provincia. En 1914 la Universidad Nacional de La Plata le otorgó el título de Doctor Honoris Causa; tras enseñar química y física en el Colegio Nacional y en la Escuela Normal, desde el mismo año 1914 dio cátedra en la Universidad Nacional de Tucumán.
En 1918 se retiró del ejercicio de la docencia, si bien mantuvo el cargo honorario de director del Museo de Historia Natural de la Universidad de Tucumán.
En el mes de diciembre de 1930, ya poco antes de morir, donó todos sus bienes a la Universidad Nacional de Tucumán; tales bienes consistían en un amplio terreno, una considerable suma de dinero, su extensa biblioteca, su colección zoológica y su herbolario constituido por más de 20.000 ejemplares de unas 6.000 especies distintas. Con tal donación la Universidad Nacional de Tucumán constituyó la Fundación Miguel Lillo (inaugurada en 1933). Miguel Lillo estaba emparentado con Lastenia Blanco, reconocida maestra de Lules y con el investigador Emilio J. Schleh.
Miguel Lillo falleció en la ciudad de San Miguel de Tucumán el 4 de mayo de 1931.

## Actividades
Miguel Lillo fue un naturalista poco común: sagaz y observador en extremo; profundamente erudito y dotado de una extraordinaria vocación científica.

Especializado en botánica, fue sin embargo buen escritor al dedicarse a otras ramas de la ciencia, en particular la química y la zoología.

Se dedicó a la investigación científica alternándola con la enseñanza en investigaciones públicas. es relevante su contribución al conocimiento de los árboles de Argentina y de la familia botánica de las compuestas. Se empeñó también en la ornitología -disciplina en la cual también devino una autoridad-, la lingüística, la literatura clásica, estudiando asimismo las lenguas indígenas. Nombrado director del Museo de Historia natural de la Universidad de Tucumán y miembro de la Comisión Nacional de la flora argentina.
Fue un competente fitogeógrafo. Con viajes realizados entre 1885 y 1916, le permitieron conocer la provincia de Tucumán. Además recorrió gran parte de la República Argentina, desde Buenos Aires al norte. Sobresalen sus viajes de reconocimiento botánico a las provincias de Córdoba y de Santiago del Estero en 1885; a Cuyo, entre 1890 a 1891; Buenos Aires y Santa Fe de 1891 a 1902; a la provincia de Salta, en 1894. Por Chile en 1895. Además por Formosa, Chaco y la Mesopotamia argentina, llegando a la isla Martín García.

## Libros
- Notas ornitológicas
- Sobre la determinación de la glucosa en los vinos y en los productos de la industria azucarera (escrito junto a F.Schickendatz)
- Flora de la provincia de Tucumán (1888)
- Sobre la existencia de una especie de Heliocarpus en la Argentina (Tucumán y el Interior de Córdoba). (1888)
- Flores de Tucumán, herbario de M.Lillo (Para la Exposición Universal Internacional de París) (1889)
- Enumeración y descripción de las especies de animales indígenas con sus costumbres, daños y beneficios que ocasionan, más sus características (1889)
- El cultivo del ramio en Tucumán
- Enumeración sistemática de las aves de la provincia de Tucumán (anales del Museo Nacional de Buenos Aires), (3) VIII (1902)
- Fauna Tucumana. Aves Revista de Letras y Ciencias Sociales, Tucumán (1905)
- Contribución al conocimiento de los árboles de la República Argentina (1910)
- Descripción de plantas nuevas pertenecientes a la Flora Argentina (Ilex prunus, Blepharocalyx) An. de la Soc. Científica Arg. LXXII (1911)
- Description de deux nouvelles espèces d'oiseaux de la République Argentina (Descripción de dos nuevas especies de pájaros de la República Argentina) -escrito junto a Roberto Dabbene-, Anales del Museo Nacional de Historia Natural, Buenos Aires, t.XXIV (1913)
- Las Asclepidáceas de la República Argentina Revista de Estudios Universitarios, Tucumán (1924)
- Un cambio curioso de sexualidad Ed. Darwiniana (1924)

## Honores
- Doctor honoris causa de la Universidad Nacional de La Plata; primera distinción de tal carácter otorgada por esa Casa de altos estudios, en 1914.

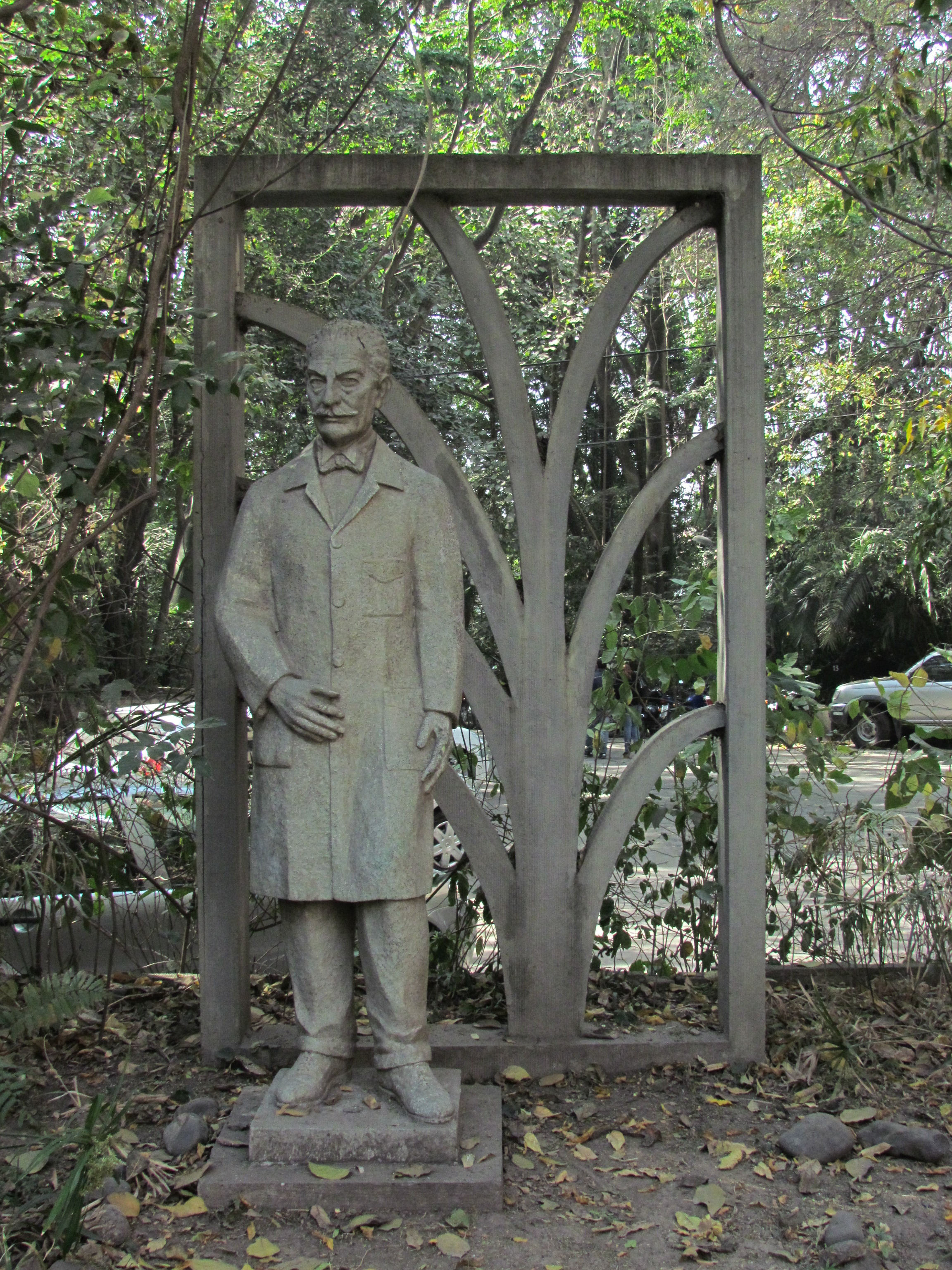
Estatua de Miguel Lillo en su Jardín Botánico

- Estatua de Miguel Lillo en su Jardín BotánicoPremio Francisco Pascasio Moreno en 1928

### Epónimos
- Facultad de Ciencias Naturales e Instituto Miguel Lillo: una de las Unidades Académicas de la Universidad Nacional de Tucumán
- "Instituto Miguel Lillo", y "Fundación Miguel Lillo"
- "Barrio Miguel Lillo", San Miguel de Tucumán
- Parque forestal Miguel Lillo, ciudad balnearia bonaerense de Necochea; y Complejo de mar Camping Miguel Lillo

Género
- (Araceae) Lilloa Speg.[1]

Unas 113 especies, entre ellas
- (Acanthaceae) Chaetochlamys lilloi J.L.Lotti[2]

- (Acanthaceae) Justicia lilloi (Lotti) C.Ezcurra[3]

- (Adiantaceae) Notholaena lilloi Hicken[4]

- (Asclepiadaceae) Matelea lilloana (T.Mey.) Pontiroli[5]

- (Balanophoraceae) Juelia lilloana Sleumer[6]

- (Fabaceae) Lupinus lilloanus C.P.Sm.[7]

- (Fabaceae) Desmodium lilloanum (Schindl.) Burkart[8]

- El roedor cricétido: Necromys lilloi.

- La abreviatura «Lillo» se emplea para indicar a Miguel Lillo como autoridad en la descripción y clasificación científica de los vegetales.[9]

## Abreviatura (zoología)
La abreviatura Lillo  se emplea para indicar a Miguel Lillo como autoridad en la descripción y taxonomía en zoología.